# Aksu Nehri
L'Aksu Nehri (fiume dall'acqua bianca) è un fiume turco tagliato dalla diga di Kartalkaya. È un affluente del Ceyhan con il quale confluisce nel lago artificiale formato dalla diga di Sır, presso Kahramanmaraş.